# Vierhörniger Seeskorpion
Der Vierhörnige Seeskorpion (Myoxocephalus quadricornis) ist ein Fisch aus der Familie der Dickkopf-Groppen (Psychrolutidae), der in Küstengewässern Osteuropas, Nordasiens und Nordamerikas vorkommt.

## Verbreitung
Der Vierhörnige Seeskorpion lebt an der Küste des Arktischen Ozeans im Norden Nordamerikas, an der Küste des Weißen Meers, der Barentssee und Sibiriens bis zur Mündung des Anadyr, außerdem in der nördlichen und östlichen Ostsee. In schwedischen, finnischen und karelischen kalten und tiefen Seen gibt es Reliktpopulationen, die am Ende der letzten Eiszeit in diese Süßgewässer eingeschlossen wurden.

## Merkmale
Der Vierhörnige Seeskorpion ist von sehr variabler Länge. Während die Süßwasserformen nur Längen von 10 bis 25 cm erreichen, können die meeresbewohnenden Populationen der Art sehr viel länger werden, bis zu 60 cm in der Beringsee. Wie alle Groppen hat er einen kaulquappenförmigen Körper mit einem abgeplatteten, breiten, dicken Kopf. Charakteristisches und namensgebendes Merkmal der Art sind vier schwammig knöcherne Auswüchse auf der Kopfoberseite, zwei zwischen den Augen und zwei weitere auf dem Hinterkopf. Diese „Hörner“ sind bei Jungfischen und Weibchen kleiner und können den Süßwasserformen auch fehlen. Die Kiemenreusenstrahlen sind zu abgerundeten, stachligen Auswüchsen reduziert. Das Gaumenbein ist zahnlos. Der Vorkiemendeckel trägt vier Dornen, von denen der oberste der längste ist, der Kiemendeckel hat zwei Dornen. Die Fische sind schuppenlos. Nur zwischen der Seitenlinie und den beiden Rückenflossen verlaufen eine oder mehrere Reihen von Knochenhöckern.
- Flossenformel: Dorsale VII–IX/13–16, Anale 13–17.
- Wirbel: 37–42.

Die Brustflossen sind fächerförmig, die Bauchflossen brustständig. Die zweite, weichstrahlige Rückenflosse ist größer als die erste, besonders bei ausgewachsenen Männchen. Die Schwanzflosse ist spatenförmig oder leicht abgerundet.
Junge Vierhörnige Seeskorpione sind oberseits graubraun und zeigen unterhalb der Rückenflossen drei bis vier dunkle, sattelartige Flecken und einen weiteren Fleck auf dem Schwanzflossenstiel. Die Seiten sind gelblich, der Bauch weißlich. Die Flossen besitzen dunkle Fleckenreihen. Ausgewachsene Fische werden dunkler.

## Lebensweise
Vierhörnige Seeskorpione leben auf dem Grund in Tiefen bis 100 Meter, immer in Küstennähe, im Brackwasser und kalten Seen, seltener in Flussunterläufen bis mehr als 150 km landeinwärts. Sie ernähren sich von kleinen Fischen, Würmern, Krebstieren und Weichtieren und sind tagaktiv von November bis April, den Rest des Jahres nachtaktiv. Während der Laichzeit von Dezember bis Januar baut das Männchen eine Grube unter Steinen, wo die Paarung stattfindet und die in Klumpen abgelegten Eier bis zum Schlupf der Jungfische nach fünf Wochen von ihm bewacht werden.